# Rajd Tulipanów 1956

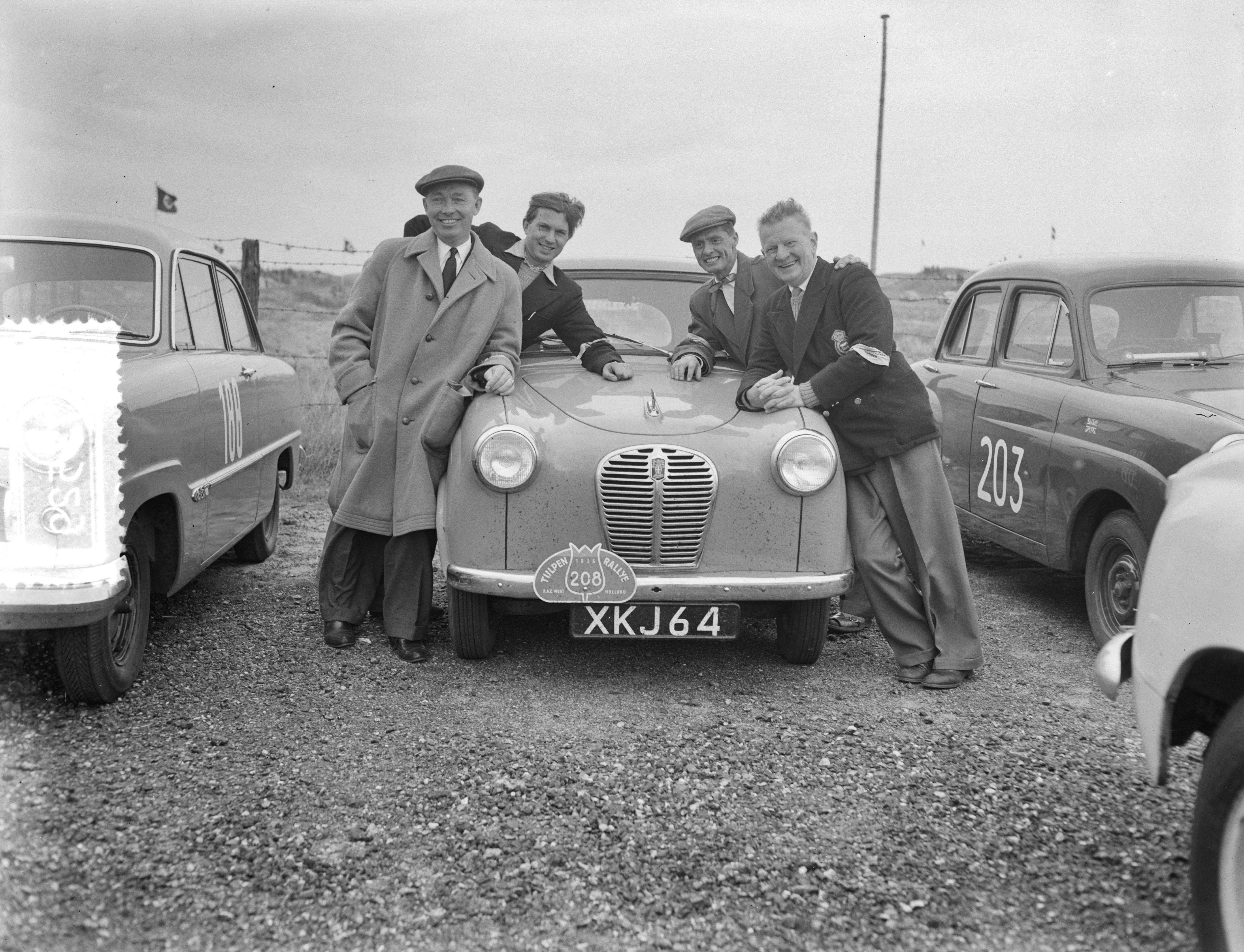
Zwycieska załoga obok swojego auta Austin A30

Rajd Tulipanów 1956 (8. Internationale Tulpenrallye) – 8. edycja rajdu samochodowego Rajd Tulipanów rozgrywanego w Holandii. Rozgrywany był od 6 do 12 maja 1956 roku. Była to piąta runda Rajdowych Mistrzostw Europy w roku 1956.

## Klasyfikacja rajdu
| Miejsce                      | Kierowca                     | Pilot                        | Samochód                     | Czas                         | Strata                       |                              |
| Klasyfikacja generalna i ERC | Klasyfikacja generalna i ERC | Klasyfikacja generalna i ERC | Klasyfikacja generalna i ERC | Klasyfikacja generalna i ERC | Klasyfikacja generalna i ERC | Klasyfikacja generalna i ERC |
| ---------------------------- | ---------------------------- | ---------------------------- | ---------------------------- | ---------------------------- | ---------------------------- | ---------------------------- |
| 1.                           | Raymond Brookes              | Edward Brookes               | Austin A30                   | 1:56                         | 0.0                          |                              |
| 2.                           | Johnny Wallwork              | William Bleakley             | Standard Eight               | 2:00                         | +4                           |                              |
| 3.                           | Paddy Hopkirk                | John Garvey                  | Standard Eight               | 2:01                         | +5                           |                              |
| 4.                           | Dennis O'Mara-Taylor         | Lew Tracey                   | Standard Eight               | 2:02                         | +5                           |                              |
| 5.                           | I.M. Sutherland              | T.B. Band                    | Standard Eight               | 2:03                         | +7                           |                              |
| 6.                           | Izaak Langestraat            | B.L. van der Wansem          | Rover 75                     | 2:07                         | +11                          |                              |
| 7.                           | P.D.C. Brookes               | R.E.W. Wellswest             | Morris Minor                 | 2:07                         | +11                          |                              |
| 8.                           | Philippe van der Maelle      | J. Langlard                  | Citroën                      | 2:08                         | +12                          |                              |
| 9.                           | Günther Isenbügel            | Helmut Rathjen               | Ford Taunus 12M              | 2:08                         | +12                          |                              |
| 10.                          | Oliver Sims Lyndon           | Tony Ambrose                 | Aston Martin DB2             | 2:08                         | +12                          |                              |